# Jet City Woman
Jet City Woman – piosenka rockowa zespołu Queensrÿche, wydana w 1991 roku jako singel promujący album Empire.

## Treść
Zdaniem współautora piosenki, Geoffa Tate'a, piosenka opowiada o byciu samotnym, przebywaniu z dala od ukochanej osoby i radzeniu sobie z taką sytuacją. „Jet City” jest określeniem Seattle – miasta, niedaleko którego powstał zespół Queensrÿche. W czasie, w którym powstała piosenka, Tate twierdził, że w pewnym stopniu opowiadała o jego ówczesnej żonie.

## Wydanie i odbiór
Singel został wydany przez EMI America w Stanach Zjednoczonych, Kanadzie i Europie. Single różniły się stroną B. W Wielkiej Brytanii dostępny był okolicznościowy box set z okazji Monsters of Rock. Ponadto do piosenki został zrealizowany teledysk.
Piosenka zajęła 39. miejsce na liście UK Singles Chart, osiemnaste na liście Programu Trzeciego oraz szóste na liście Mainstream Rock Tracks.
Utwór był coverowany przez Bonfire na potrzeby albumu Legends. Pojawił się ponadto w grze Guitar Hero: Warriors of Rock.

## Wykonawcy
- Geoff Tate – wokal
- Chris DeGarmo – gitara
- Michael Wilton – gitara
- Eddie Jackson – gitara basowa
- Scott Rockenfield – perkusja